# Munidion laterale
Munidion laterale är en kräftdjursart som beskrevs av Richardson1910. Munidion laterale ingår i släktet Munidion och familjen Bopyridae. Inga underarter finns listade i Catalogue of Life.